# Helen (Georgia)
Helen – miasto w Stanach Zjednoczonych, w stanie Georgia, w hrabstwie White.